# ESCAPE (MOON CHILDの曲)
「ESCAPE」（エスケイプ）は、MOON CHILDの5枚目のシングル。

## 解説
- MOON CHILDのシングルで唯一、オリコンシングルチャートで1位を記録した作品であり、最大のヒット曲。この際、前週の9位から8ランクアップさせての1位獲得であった（登場3週目）。
- 日本テレビ系ドラマ『FiVE』主題歌。

## 収録曲
| 全作詞・作曲: 佐々木収、全編曲: Moon Child・今井裕。 |                           |          |            |
| #                                                    | タイトル                  | 作詞     | 作曲・編曲 |
| 1.                                                   | 「ESCAPE」                | 佐々木収 | 佐々木収   |
| 2.                                                   | 「3秒だけ待つ」           | 佐々木収 | 佐々木収   |
| 3.                                                   | 「ESCAPE (Instrumental)」 | 佐々木収 | 佐々木収   |

## 収録アルバム
- MY LITTLE RED BOOK (#1)
- Treasures of MOON CHILD 〜THE BEST OF MOON CHILD〜 (#1)
- COMPLETE BEST (#1)

## カバー
- dream（2004年12月8日）カバーアルバム『dream meets Best Hits avex』収録。
- 島谷ひとみ（2007年12月5日）カバーアルバム『男歌〜cover song collection〜』収録。
- AYABIE（2012年6月27日）コンピレーション・アルバム『CRUSH!3 -90's V-Rock best hit cover LOVE songs-』収録。
- UNCHAIN（2014年2月26日）カバーアルバム『Love & Groove Delivery vol.2』収録。
- 菅沼久義（2016年5月11日）CABA 2nd. Album『CABA Vol.2』収録。
- 三浦祐太朗（2022年3月9日）カバーアルバム『90's Drip -J-POP COVER ALBUM-』収録。

## セルフカバー
- Ricken's（2006年10月11日）ライブ・アルバム『Ricken's 20 -WHO, YES & JAM- RECORD』収録（佐々木ソロ）。